# Leptotarsus testaceus
Leptotarsus testaceus är en tvåvingeart som först beskrevs av Friedrich Hermann Loew 1869.  Leptotarsus testaceus ingår i släktet Leptotarsus och familjen storharkrankar. Inga underarter finns listade i Catalogue of Life.